# Rejon głębocki
Rejon głębocki (biał. Глыбо́цкі раё́н, Hłybocki rajon, ros. Глубо́кский райо́н, Głubocki rajon) – rejon w północnej Białorusi, w obwodzie witebskim. Leży na terenie dawnego powiatu dziśnieńskiego.

## Geografia
Rejon głębocki ma powierzchnię 1759,58 km². Lasy zajmują powierzchnię 452,70 km², bagna 108,11 km², obiekty wodne 54,51 km².

## Demografia
- 1969: 62 300
- 2006: 45 400

## Podział administracyjny
Rejon składa się z 13 sielsowietów:
- Hołubicze – sielsowiet Hołubicze (biał. Галубіцкі сельсавет, ros.: Голубичский сельсовет, s. hołubicki): 1 agromiasteczko, 21 wsi i 5 chutorów
- Koroby – sielsowiet Koroby (biał. Карабоўскі сельсавет, ros.: Коробовский сельсовет, s. korobski): 1 agromiasteczko, 35 wsi i 1 chutor
- Łomasze – sielsowiet Łomasze (biał. Ломашаўскі сельсавет, ros.: Ломашевский сельсовет, s. łomaszewski): 1 agromiasteczko, 12 wsi i 2 chutory
- Obrub – sielsowiet Obrub (biał. Абрубскі сельсавет, ros.: Обрубский сельсовет, s. obrębski): 14 wsi i 4 chutory
- Ozierce – sielsowiet Ozierce (biał. Азярэцкі сельсавет, ros.: Озерецкий сельсовет, s. jeziorecki): 2 agromiasteczka i 22 wsie
- Plissa – sielsowiet Plissa (biał. Пліскі сельсавет, ros.: Плисский сельсовет, s. plisski): 1 agromiasteczko, 42 wsie i 8 chutorów
- Podświle – sielsowiet Podświle (biał. Падсьвільскі сельсавет, ros.: Подсвильский сельсовет, s. podświlski): 36 wsi i 3 chutory
- Prozoroki – sielsowiet Prozoroki (biał. Празароцкі сельсавет, ros.: Прозорокский сельсовет, s. prozorocki): 2 agromiasteczka, 18 wsi i 14 chutorów
- Psuja – sielsowiet Psuja (biał. Псуеўскі сельсавет, ros.: Псуевский сельсовет, s. psujewski): 1 agromiasteczko, 22 wsie i 8 chutorów
- Udział – sielsowiet Udział (biał. Удзелаўскі сельсавет, ros.: Уделовский сельсовет, s. udzielski): 1 agromiasteczko i 34 wsie
- Piotrowszczyzna – sielsowiet Urzecze (biał. Узрэцкі сельсавет, ros.: Узречский сельсовет, s. uzrecki): 1 agromiasteczko i 23 wsie
- Zalesie – sielsowiet Zalesie (biał. Залескі сельсавет, ros.: Залесский сельсовет, s. zaleski): 25 wsi i 5 chutorów
- Ziabki – sielsowiet Ziabki (biał. Зябкаўскі сельсавет, ros.: Зябковский сельсовет, s. ziabkowski): 20 wsi i 12 chutorów